# 朝鲜民主主义人民共和国反对反动思想文化法
《朝鲜民主主义人民共和国反对反动思想文化法》（朝鲜语：／，韩译“反动思想文化排斥法”）是朝鲜民主主义人民共和国涉外文化法律，旨在限制韩国、美国、日本等外部“敌对势力”的文化，特别是韩国文化在朝鲜的传播。该法于2020年12月4日经朝鲜最高人民会议第14届常任委员会第12次全体会议表决通过。

## 背景
韩国电影、电视剧和大众歌曲自大饥荒后开始在朝鲜广受民众欢迎，诸如《爱的迫降》、《便利店新星》等韩国电视剧集，以及综艺节目《Mr.Trot》等都人气很高。受韩国文化影响，朝鲜年轻人之间开始流行使用韩国式腔调说话。一些朝鲜民众还因公开模仿韩国舞蹈或唱歌而被受到了处罚。特别是2019年冠状病毒病疫情爆发以来，朝鲜政府为防范新冠肺炎，加强防疫措施而禁止地区间的旅行和各种聚会以来，朝鲜民众居家时间增多，观看韩国电视剧的时间也随之增加了。 朝鲜政府对此持批评态度，谴责模仿韩国文化的行为，认为这些外部文化的传播将摧毁朝鲜的政治制度。

## 法律部分条文
- 第27条：直接观看、收听或持有南朝鲜电影、影像、作品、图书、歌曲、图画、照片等，处五年以上、十五年以下劳动教化刑，引进和散布相关内容者，可处无期劳动教化刑或死刑。[6]
- 第28条：观看或引进美国和日本等敌对国家文化或具有反对朝鲜内容（包括圣经）的作品者，处十年以下劳动教化刑，情节严重者，可处死刑。[6]
- 第29条：观看或持有淫秽影像或具有迷信内容的图书、照片、图画等，处五年以上，十五年以下教化刑。制作、引进或散布者，处无期徒刑或死刑。[6]
- 第32条：使用南朝鲜语调[註 1]、歌唱方式及使用南朝鲜字体印刷等行为，处劳动锻炼刑或二年以下劳动教化刑。[6]
- 第34条到第38条：导致违法行为所应担负的行政责任。若因未能严控手机电话使用软件的非法下载，以及对网络及电脑管控不到位而导致反动思想文化的流入，海关检查疏忽而让国外文化渗透等时，将处罚相关机构及负责人。[6]
- 发现引进、散布、观看收听韩国、美国、日本等文化产品及淫秽物品的行为而未举报者，也将判处劳动锻炼刑。[6]
- 保管国外手机，判3个月以上的劳动教化刑。[6]
- 未能阻断非法行为，政府机关及管理人员也将受处罚。[6]
- 因疏忽管教子女造成反动思想文化罪，父母将处罚金10-20万朝元。[6]

## 反应
无国界记者、人权观察等国际组织对朝鲜的这项法律提出批评，认为这是其剥夺了朝鲜人民的基本知情权。
据韩国《国民日报》引述对朝消息人士做的报道称，在朝鲜当局结合该法推出的“被揭发会处罚，但自首就会原谅”的举措后，2020年底，朝鲜一个城市有近1万名学生主动到公安机关自首交代观看韩国影视的活动。
据Daily NK报道，2021年5月，南浦市有6名高中生因观看韩国电影电视被判处5年教化刑。与法律规定不同，受到从轻处罚的原因可能是考虑到他们是未成年人。
江原道元山市根据《反对反动思想文化法》，枪决了一个出售存有韩国电影、剧集及音乐USB的男子。
2021年6月3日，平安南道平城市对4名在崔某生日聚会上观看韩国影视的20多岁的青年进行了公审，崔某被判了12年徒刑，其他三名各判了11年和10年。
亦有北韓民衆抗議官員區別對待和隨意罰款的現象。